# Departamento de Ovalle
El departamento de Ovalle fue uno de los 3 primeros departamentos en crearse dentro de la provincia de Coquimbo siendo su fundación el 22 de abril de 1831. Su cabecera fue la ciudad de Ovalle, (conocida igualmente en ese tiempo como Villa de Ovalle). El 31 de diciembre de 1975 el departamento fue suprimido ante el decreto DLF 1317 y convertido a lo que actualmente se le conoce como la Provincia del Limarí, siendo su capital la misma que la cabecera.

## Administración
El departamento de Ovalle se administraba solamente por su cabecera hasta el 22 de diciembre de 1891 donde se crearían las Municipalidades, estas a su vez se dividirían en subdelegaciones, un tipo de división incorporada en el departamento, Ovalle contaba con 5 municipalidades o también conocidas como comunas.
En 1927 la comuna de Sotaquí es suprimida ante el decreto DFL N° 8.583 y incorporada a Ovalle pasando a ser una subdelegación, en 1928 el departamento de Combarbalá fue suprimido y este junto a sus subdelegaciones fueron anexionadas al departamento de Ovalle.
| Municipalidades | Subdelegaciones     |
| --------------- | ------------------- |
| Ovalle          | Ovalle Poniente     |
| Ovalle          | Ovalle Oriente      |
| Ovalle          | Sotaquí             |
| Ovalle          | Palnucillo          |
| Ovalle          | La Chimba           |
| Ovalle          | Huamalata           |
| Ovalle          | La Torre            |
| Tongoy          | Tamaya              |
| Tongoy          | Tongoy              |
| Tongoy          | La Torre            |
| Monte Patria    | Guatulame           |
| Monte Patria    | Carén               |
| Monte Patria    | Agua Amarilla       |
| Monte Patria    | Rapel               |
| Monte Patria    | Mialqui             |
| Monte Patria    | Monte Patria        |
| Punitaqui       | Punitaqui           |
| Punitaqui       | Barraza             |
| Punitaqui       | San Julián          |
| Samo Alto       | Samo Alto           |
| Samo Alto       | Hurtado             |
| Samo Alto       | Recoleta            |
| Combarbalá      | Combarbalá          |
| Combarbalá      | Oriente de la Villa |
| Combarbalá      | Valle Hermoso       |
| Combarbalá      | Valdivia            |
| Combarbalá      | Manquehua           |
| Combarbalá      | Chañaral Alto       |
| Combarbalá      | Cogotí              |

En 1933 los departamentos suprimidos anteriores fueron restablecidos dando como resultado la separación de la Municipalidad de Combarbalá y junto a esto sus 7 subdelegaciones.
| Municipalidades | Subdelegaciones |
| --------------- | --------------- |
| Ovalle          | Ovalle Poniente |
| Ovalle          | Ovalle Oriente  |
| Ovalle          | Sotaquí         |
| Ovalle          | Palnucillo      |
| Ovalle          | La Chimba       |
| Ovalle          | Huamalata       |
| Ovalle          | La Torre        |
| Tongoy          | Tamaya          |
| Tongoy          | Tongoy          |
| Tongoy          | La Torre        |
| Monte Patria    | Guatulame       |
| Monte Patria    | Carén           |
| Monte Patria    | Agua Amarilla   |
| Monte Patria    | Rapel           |
| Monte Patria    | Mialqui         |
| Monte Patria    | Monte Patria    |
| Punitaqui       | Punitaqui       |
| Punitaqui       | Barraza         |
| Punitaqui       | San Julián      |
| Samo Alto       | Samo Alto       |
| Samo Alto       | Hurtado         |
| Samo Alto       | Recoleta        |

El 31 de diciembre de 1975, dictado por la dictadura de esos años el departamento de Ovalle es suprimido ante el decreto DL N° 1317 que pasaría a ser parte de la provincia de Limarí, en su parte, su cabecera (capital) se sigue manteniendo a la de la provincia reciente.[cita requerida]